# Emmanuel Gorinstein
Emmanuel Gorinstein (né le 27 avril 1970) est un créateur et un réalisateur français de séries et de films d'animation pour la télévision. Il s'est fait connaître par son travail sur la série télévisée d'animation Skyland.

## Biographie
Emmanuel Gorinstein étudie à l’ESAG, une école de graphisme européenne. Il commence sa carrière comme concepteur de sites web, puis s'intéresse à la conception de jeux vidéo. Il travaille alors chez Ubi Soft comme directeur artistique à New-York. Il dirige la création de jeux comme Pod, Tarzan, Batman et Mars, pendant cinq ans.
Il revient ensuite en France, où il travaille d'abord comme dessinateur de storyboards. Il coréalise également la série d’animation Flat (Method Films / Futurikon) diffusée dans plus de trente pays à travers le monde.
Dans le même temps, il commence à développer ses propres projets. En 2001, il se lance, avec Method Films, dans la conception d'une série télévisée d'animation, Skyland dont il crée l’univers visuel, coécrit la bible et réalise, à partir de 2004, les 26 épisodes. Il dirige pour cela une équipe de 300 personnes dans quatre pays (Canada, Inde, France, Luxembourg). En 2006, il termine la production de Skyland. En 2007, la série, vendue dans 90 pays, reçoit le prix de la Meilleure série de l'année aux Gemini Awards à Toronto. En 2010, Gorinstein réalise un court métrage d'animation, Le Joueur de citernes, diffusé dans plusieurs festivals.

## Filmographie

### Série télévisée d'animation
- 2006 : Skyland (coauteur, conception graphique, réalisateur)

### Court métrage d'animation
- 2010 : Le Joueur de citernes